# Берка
Берка (рум. Berca) — село у повіті Бузеу в Румунії. Адміністративний центр комуни Берка.
Село розташоване на відстані 105 км на північний схід від Бухареста, 19 км на північний захід від Бузеу, 106 км на захід від Галаца, 92 км на південний схід від Брашова.

## Населення
За даними перепису населення 2002 року у селі проживала 3791 особа.
Національний склад населення села:
| Національність | Кількість осіб | Відсоток |
| -------------- | -------------- | -------- |
| румуни         | 3753           | 99,0%    |
| цигани         | 28             | 0,7%     |
| угорці         | 5              | 0,1%     |

Рідною мовою назвали:
| Мова      | Кількість осіб | Відсоток |
| --------- | -------------- | -------- |
| румунська | 3766           | 99,3%    |
| циганська | 19             | 0,5%     |